# The Dream Mixes
The Dream Mixes es el vigesimoquinto álbum de estudio del grupo alemán de música electrónica Tangerine Dream. Publicado en 1995 por el sello Miramar destaca por ser el primero de una serie de álbumes, denominados Dream Mixes, que reinterpretan en clave de música dance canciones previas de su catálogo.
Thom Jurek, en su crítica para AllMusic, incide en una debilidad del álbum y la serie: "al intentar actualizar su propio sonido, en lugar de licenciar las canciones a DJS para incluirlas en estas compilaciones, Tangerine Dream estaba trabajando en un terreno que pueden reconocer como propio pero del que realmente no sabían nada. La música es agradable, atmosférica y tiene mucho ritmo hipnótico por lo podría ser genial para andar en bicicleta o en la cinta de correr, pero ¿para estar sentado y escuchar esto?. Es difícil de imaginar."

## Producción
Grabado en abril de 1995 en los estudios Eastgate de Viena la serie Dream Mixes fue un proyecto impulsado por Jerome Froese con la intención de actualizar el sonido clásico del grupo y dirigirlo a un nuevo grupo de seguidores. La cubierta y el diseño gráfico, con un estilo cercano al arte pop, y el mismo contenido sonoro tiene poco que ver con el estilo seguido en grabaciones previas del grupo.

"Esta es una variación pero no es la dirección general de nuestro trabajo. Es una especie de trato justo para Jerome que, realmente, se divirtió mucho trabajando con este material. Creo que debería obtener este tipo de reconocimiento sin decir que esto es "demasiado techno" o "demasiado simple". Es una rama del árbol llamado Tangerine Dream pero no es la raíz."
Edgar Froese (Dream Collector número 17, 1997) 

En este álbum se incluyen remezclas de canciones originalmente compuestas por Jerome Froese incluidas previamente en los álbumes Rockoon (1992), Tyranny Of Beauty (1994) y Turn Of The Tides (1995). También se incluyen cuatro composiciones nuevas también de Jerome Froese: «Rough Embrace», «Virtually Fields», «San Rocco» y «Change Of The Gods». 

"Debo admitir que reelaborar viejo material fue la cosa más agotadora y cruel que jamás he hecho. Solo ten en cuenta que esto no es un trabajo como limpiar zapatos. Cuando uno trabaja con música anterior, conscientemente o no, tiene que volver a ese momento en sus pensamientos. Es una especie de "viaje en el tiempo". Pero había una buena razón para hacerlo: las compañías discográficas habrían hecho algún tipo de relanzamiento algún día de todos modos. Al hacerlo yo mismo mantengo la influencia en el resultado. Por supuesto no solo hubo aplausos cuando la gente escuchó el material reelaborado sino que puedo vivir con eso con bastante comodidad. En mi opinión hubiera sido más inadecuado tomar simplemente música que ya existe en los discos, hacer una nueva compilación y esperar que los fans paguen por ella una vez más."
Edgar Froese (Dream Collector número 17, 1997) 

En 1996 el álbum se reeditó en el sello TDI International, propiedad del grupo, en formato de doble álbum incluyendo un segundo disco compacto con cuatro remezclas nuevas y dos temas adicionales, uno de ellos compuesto por Edgar Froese. Ese formato de disco doble ha seguido presente en las subsiguientes reediciones del álbum.

"Algunas personas esperan que hagamos (una continuación) porque esto fue todo un éxito. Al no estar contratados por la compañía discográfica que lanzó The Dream Mixes tal vez podríamos publicarlo en nuestro propio sello TDI. Si es así seguramente será diferente del estilo de The Dream Mixes. Y, lo que es más importante para nuestro trabajo, TDI nos permite en general experimentar de una manera bastante nueva. Por tanto podemos crear y diseñar todo por nuestra cuenta sin solicitar presupuesto o apoyo de las compañías discográficas."
Edgar Froese (Dream Collector número 17, 1997) 

## Lista de temas
| Edición de 1995 |                                                                                               |               |          |  |
| N.º             | Título                                                                                        | Escritor(es)  | Duración |  |
| 1.              | «Little Blond In The Parc Of Attractions (Thai Dub)» (Incluida en el álbum Tyranny Of Beauty) | Jerome Froese | 7:17     |  |
| 2.              | «Rough Embrace»                                                                               | Jerome Froese | 5:30     |  |
| 3.              | «Touchwood (Forest Mix)» (Incluida en el álbum Rockoon)                                       | Jerome Froese | 7:00     |  |
| 4.              | «Jungle Journey (Reptile Mix)» (Incluida en el álbum Turn Of The Tides)                       | Jerome Froese | 6:20     |  |
| 5.              | «Virtually Fields»                                                                            | Jerome Froese | 6:50     |  |
| 6.              | «Firetongues (Break Freak Mix)» (Incluida en el álbum Turn Of The Tides)                      | Jerome Froese | 6:18     |  |
| 7.              | «San Rocco»                                                                                   | Jerome Froese | 7:17     |  |
| 8.              | «Catwalk (Dress-up Mix)» (Incluida en el álbum Tyranny Of Beauty)                             | Jerome Froese | 7:49     |  |
| 9.              | «Change Of The Gods»                                                                          | Jerome Froese | 7:19     |  |
| 10.             | «Bride In Cold Tears (Motown Monk Mix)» (Incluida en el álbum Tyranny Of Beauty)              | Jerome Froese | 5:31     |  |
| 67:11           |                                                                                               |               |          |  |

| Edición de 1996 - CD 1 The Dream Mixes (idéntico a la edición de 1995) y CD 2 The Club Dream Mixes |                                                                                                 |               |          |  |
| N.º                                                                                                | Título                                                                                          | Escritor(es)  | Duración |  |
| 1.                                                                                                 | «Touchwood (Radio Edit)» (Incluida en el álbum Rockoon)                                         | Jerome Froese | 4:02     |  |
| 2.                                                                                                 | «Little Blond In The Park Of Attractions (Radio Edit)» (Incluida en el álbum Tyranny Of Beauty) | Jerome Froese | 4:09     |  |
| 3.                                                                                                 | «Catwalk (Black Ink Mix)» (Incluida en el álbum Tyranny Of Beauty)                              | Jerome Froese | 8:12     |  |
| 4.                                                                                                 | «Touchwood (Poison Byte Mix)» (Incluida en el álbum Rockoon)                                    | Jerome Froese | 7:54     |  |
| 5.                                                                                                 | «Iowa»                                                                                          | Edgar Froese  | 7:10     |  |
| 6.                                                                                                 | «Sojus»                                                                                         | Jerome Froese | 9:19     |  |
| 41:02                                                                                              |                                                                                                 |               |          |  |

## Personal
- Edgar Froese - composición, interpretación y producción
- Jerome Froese - composición e interpretación
- Robert Dietz - diseño gráfico (edición de 1995)
- Jim Rakete - fotografía y diseño gráfico (edición de 1996)
- Peter Liendl - asistente musical (edición de 1996)
- Thomas Heimann-Trosien - masterización (edición de 1996)